# 安田寛
安田寛（やすだ ひろし、1948年 - ）は、日本の音楽学者、奈良教育大学名誉教授。
山口県生まれ。1970年国立音楽大学声楽科卒、74年同大学院音楽研究科音楽美学修士課程修了。山口芸術短期大学助教授、弘前大学教育学部教授、2001年奈良教育大学教授。2014年定年退任、名誉教授。2001年放送文化基金賞番組部門個別分野「音響効果賞」、2005年社団法人日本童謡協会日本童謡賞・特別賞受賞。

## 著書
- 『 唱歌と十字架 明治音楽事始め』音楽之友社　1993
- 『日韓唱歌の源流 すると彼らは新しい歌をうたった』音楽之友社　はじめて音楽と出会う本　1999
- 『「唱歌」という奇跡十二の物語 讃美歌と近代化の間で』文春新書　2003
- 『日本の唱歌と太平洋の讃美歌 唱歌誕生はなぜ奇跡だったのか』東山書房　奈良教育大学ブックレット 2008
- 『バイエルの謎 日本文化になったピアノ教則本』音楽之友社　2012　新潮文庫　2016

## 共編
- 『原典による近代唱歌集成 誕生・変遷・伝播. 演奏用楽譜』赤井励、閔庚燦共編　ビクターエンタテインメント　2000
- 『仰げば尊し 幻の原曲発見と『小学唱歌集』全軌跡』ヘルマン・ゴチェフスキ,櫻井雅人共著 東京堂出版、2015

## 参考
- 紀伊国屋書店　「唱歌」という奇跡 十二の物語　賛美歌と近代化の間で
- J-GLOBAL 研究者紹介
- Researchmap